# Effretikon
Effretikon är en ort i kommunen Illnau-Effretikon i kantonen Zürich i Schweiz. Den är kommunens huvudort och ligger cirka 12,5 kilometer nordost om centrala Zürich. Orten har 11 510 invånare (2022).